# براك بن عبد المحسن السرداح
برّاك عبد المحسن السرداح آل عبيد اللّه هو الأميرُ الثالث عشر للإمارة الخالدية وأخرُ أمراءها، وأستطاع أن يسيطر على الحُكم بعد تشتيت آل عريعر، ولكنه هرب بعد وصول الجيوش الوهابية أمام قِلاع الأحساء. وكان من قادة الحملة العثمانية التي جندها ثويني السعدون ضد آل سعود، إلا أنه ندم على تلك المشاركة بعد أن رأى توجه ثويني إلى آل عريعر أبناء عمومته، وبعد مقتل ثويني انضم إلى الوهابيين، فعينوه حاكمًا للأحساء حتى سنة 1210هـ/1796م. وفي سنة 1212هـ/1798م كان براك مع جيش سعود بن عبد العزيز في حربه ضد آل الجربا في بادية السماوة، وقتل في تلك الوقعة.

### فهرس المراجع
1. ↑  الخالدي (2010)، ص. 141.
2. ↑  الظاهري (1983)، ص. 139.
3. ↑  عنوان المجد في تاريخ نجد، ج:1، ابن بشر. ص:112

### بيانات المراجع
الكُتُب مُرتَّبة حَسب تاريخ النَّشر
- ابن عقيل الظاهري (1983)، أنْساب الأُسَرِ الحَاكمةِ في الأَحسَاء: بَنُو حُمَيد (آل عريعر) (ط. 1)، الرياض، ج. 2، OCLC:1227845710، QID:Q118601314{{استشهاد}}:  صيانة الاستشهاد: مكان بدون ناشر (link)
- محمد يوسف الخالدي (2010)، قبيلة بني خالد في الجزيرة العربية: دراسة تاريخية عن ذرية خالد بن الوليد المخزومي (ط. 1)، بيروت: الدار العربية للموسوعات، LCCN:2010322892، OCLC:525242376، OL:25075738M، QID:Q116257101

| براك بن عبد المحسن السرداح |                                      |         |
| سبقه زيد بن عريعر          | أُمراء دولة بني خالد الأولى 1796-1792 | تبعه -- |